# Austin Ejide
Austin Ejide (eigentlich Augustine Amamchukwu Ejide, * 8. April 1984 in Onitsha) ist ein ehemaliger nigerianischer Fußballtorhüter. Sein Name Amamchukwu bedeutet Kenne ich Gottes Wunsch?. Ejide spielte zudem für die nigerianische Nationalmannschaft.

## Karriere

### Verein
Ejide begann das Fußball spielen beim kleinen nigerianischen Klub Gabros International, bevor er vier Jahre in Tunesien bei Étoile Sportive du Sahel verbracht, wo er 2004 und 2005 jeweils das Endspiel der afrikanischen Champions League erreichte. 2006 wechselte er zum französischen Zweitligisten SC Bastia. Dort kam er zunächst regelmäßig zum Einsatz. Nach der Verpflichtung von Magno Novaes 2008 konnte Ejide sich gegen diesen jedoch nicht durchsetzen. Daraufhin wechselte er 2009 zum israelischen Klub Hapoel Petach Tikwa. Dort spielte er drei Jahre lang, bis sein Klub im Laufe der Saison 2011/12 Insolvenz anmelden musste und daraufhin abstieg. Ejide schloss sich Ligakonkurrent Hapoel Be’er Scheva an, für den er ebenfalls drei Jahre lang im Tor stand. Im Sommer 2015 wurde sein Vertrag nicht verlängert. Er war zwei Jahre lang ohne Klub, ehe er im Sommer 2017 bei Hapoel Hadera in der zweiten israelischen Liga, der Liga Leumit, anheuerte.

### Nationalmannschaft
Seit 2002 spielt er in der Nationalmannschaft Nigerias. Er nahm an der Fußball-Weltmeisterschaft 2002 teil, bei der er jedoch ohne Einsatz blieb. Beim Afrika-Cup 2008 war Ejide Stammtorhüter. Es war das erste größere Turnier seit der WM 2002, bei dem nicht Vincent Enyeama die Nummer eins von Nigeria war. Der damalige Trainer Berti Vogts zog Ejide vor, weil dieser größer und robuster war als Enyeama. Das sollte sich vor allem in der Gruppenphase auszahlen, als die Super Eagles in drei Spielen nur ein einziges Gegentor durch die Elfenbeinküste hinnehmen mussten. Im Viertelfinale gegen die gastgebende Mannschaft aus Ghana war dann jedoch Schluss, Vogts trat kurz darauf zurück und Enyeama war wieder erste Wahl. In der Qualifikation zur Fußball-Weltmeisterschaft 2010 bestritt Ejide beim 1:1 gegen Ruanda nur ein einziges Spiel und auch bei der WM-Endrunde kam er zu keinem Einsatz.